# 同志亦凡人 (2000年電視劇)
《同志亦凡人》（Queer as Folk）是美國Showtime有綫電視網拍攝的一部電視連續劇。
由美国电视人罗纳德·克文（Ron Cowen）及丹尼尔·李普曼（Daniel Lipman）根據拉塞爾·T·戴維斯創作的英國同名電視劇改编。2000年首播，共5季，2005年播完，拥有极高的收视率。雖然故事的背景訂於美国匹茲堡，但整套劇集大部分是在加拿大多倫多拍摄。
劇集主要叙述一群居住於匹茨堡的同性戀者的爱情与生活。

## 概述
《同志亦凡人》叙述了住在美国匹茨堡的5个男同性恋：布莱恩（Brian）、贾斯汀（Justin）、迈克尔（Michael）、艾米特（Emmett）、泰德（Ted）以及一对女同性伴侣林赛（Lindsay）和梅兰妮（Melanie）的故事。另两个主要角色包括迈克尔的母亲戴比（Debbie）和在第2季中被加入的本（Ben）。该片在加拿大拍摄，其中主要的场所是在多伦多的Church and Wellesley同性恋村。
这部剧集共摄制了五季（2000年至2005年在Showtime播出，2001年至2005年在Showcase播出）。
《同》劇中含有不小當時（甚至今日）被視為敏感的社會話題，包括出櫃、同性婚姻、宗教式性傾向治療、使用娛樂性藥物、毒品成癮、LGBT收養、女同性戀者人工授精、私家團體執法、窒息式性愛、毆打同性戀者罪行、安全性行為、人類免疫缺乏病毒 (HIV)、愛滋病、一夜情、男同性戀澡堂、HIV帶原者與非帶原者發生感情關係、雛妓、同性戀天主教神父、同性戀者於其工作環境中受到的歧視、網路色情片行業和非HIV帶原者故意希望被HIV帶原者傳播病毒而被感染等等。

## 剧集历史
美國有線電視台HBO原本有意將劇集翻拍成美國版本，但最後因為未能與英國第四台達成共識而作罷。據說當時，HBO原本想把《同》劇拍成電影，但英國第四台則希望把美版《同》劇跟英國版一樣，以連續劇的方式拍攝和播出。
罗纳德·克文和丹尼尔·李普曼在2015年的一次《同》劇聚會中表示因為當時的社會風氣趨向封建和保守，籌備拍攝時有很多經理人公司不批准他們旗下的藝人參與演出，亦有藝人表示他們的經理人曾忠告他們要推掉任何參與《同》劇的機會。
《同》劇早期曾經受到美國某些LGBT社群的批評，認為《同》劇中描述的同性戀者生活與事實不符，並會為同性戀社群帶來負面影響。雖然《同》劇帶有不小被右翼視為禁忌的話題，但可能因為《同》劇是在收費有線電視播出的關係，右翼團體並沒有抗議劇集的播出。
这部剧集在美国Showtime电视台和加拿大Showcase电视台均大获好评。事实上，这部剧在加拿大播出时被出奇地看好，以至于电视台耗时70分钟来播出最终季大结局，方才在容纳广告的同时保证了剧情的完整性。但这对Showtime来说不是问题，因为属无商业广告的付费台，Showtime在播出该剧时没有插播任何广告。
从广告收益中大赚一笔的加拿大Showcase台，曾考虑过投拍第六季，但由于Showtime对该剧拥有主要发言权，同时在预算中有大量投资，Showtime决定反对这个提议。
另外一个由維亞康姆公司控股的美国电视台Logo，从2006年9月21日开始播出经过剪辑的，包含商业赞助的《同志亦凡人》剧集。
自2008年1月9日起，Showcase台开始在其官方网站上发布《同志亦凡人》加拿大版剧集。加拿大版和Showtime以及其DVD版本都有所不同，表现为在剧集中有一些中断（以便插入商业广告），并且以“Showcase”和“Temple Street Productions出品”来代替“Showtime出品”。与第一季DVD不同的是，第一集和第二集被单独呈现，第二集尤为罕见地拓展了一些情节，这是为第一季重播时制作的但自2002年没有被播出。首七集在1月9号发布，剩余的剧集将在此后以每周一集的速度陆续发布。
劇集從2014年2月開始於Netflix網上播映平台上串流播放，但原版劇集裡的背景音樂可能因為版權問題而被其他音樂代替而遭到詬病。有《同》劇劇迷認為新的音樂破壞了劇集的質素。

## 演員表
- 葛爾·哈羅德 （Gale Harold）飾 Brian Kinney
- 霍光皓 飾 Michael Novotny
- 藍迪·哈里遜（Randy Harrison）飾 Justin Taylor
- 彼得·裴基（Peter Paige）飾 Emmett Honeycutt
- 史考特·羅威爾（Scott Lowell）飾 Ted Schmidt
- 西亞·吉爾（Thea Gill）飾 Lindsay Peterson
- 米雪兒·克魯尼（Michelle Clunie）飾 Melanie Marcus
- 夏倫·葛雷斯（Sharon Gless）飾 Debbie
- 導演：卡利·斯考格蘭（Kari Skogland）
- 編劇：隆·寇恩（Ron Cowen）、丹尼爾·利普曼（Daniel Lipman）、戴爾·蕭斯（Del Shores）

## 外部連結
- 互联网电影数据库（IMDb）上《同志亦凡人》的资料（英文）
- 同志亦凡人官方網站（Showtime）
- 同志亦凡人官方網站[永久]（Showcase）
- 同志亦凡人官方網站（页面存档备份，存于）（Logo TV）